# Epicharmos

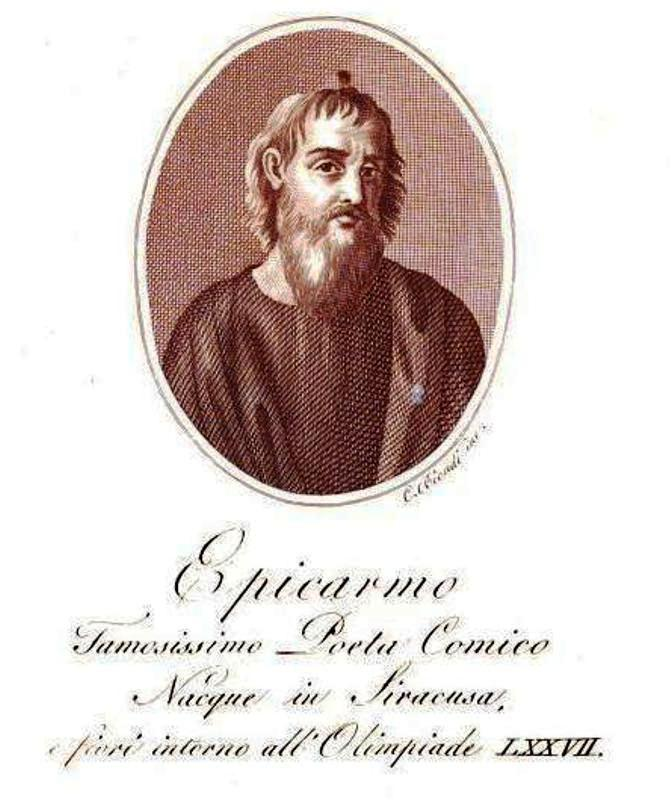
Epicharmos

Epicharmos, född omkring 540 f.Kr. på ön Kos, var en grekisk komediförfattare.
Epicharmos tillbringade större delen av sitt liv i Megara Hyblaia på Sicilien och sedan i Syrakusa, vid konung Hierons hov. Han lär ha avlidit vid 90 års ålder. Genom Epicharmos vann den dorisk-siciliska komedin sin utbildning i regelbunden och konstnärlig form. Epicharmos många stycken var skrivna på den doriska dialekten och utmärkte sig genom kvickhet och livlighet i dialogen samt stor människokännedom. Så när som på några få fragment (utgivna av Lorenz, 1864) har hans arbeten gått förlorade. Enligt Horatius skall Plautus ha använt dem såsom förebilder, och de grekiska filosoferna anför ofta sentenser ur dem.